# Zoquiapan, Veracruz
Zoquiapan är en ort i Mexiko.   Den ligger i kommunen Los Reyes och delstaten Veracruz, i den sydöstra delen av landet, 230 km öster om huvudstaden Mexico City. Zoquiapan ligger 2 339 meter över havet och antalet invånare är 326.
Terrängen runt Zoquiapan är bergig. Runt Zoquiapan är det ganska tätbefolkat, med 93 invånare per kvadratkilometer. Närmaste större samhälle är Rafael Delgado, 17,9 km norr om Zoquiapan. Omgivningarna runt Zoquiapan är en mosaik av jordbruksmark och naturlig växtlighet.